# ضجمة
ضُجْمَة (الاسم العلمي: Patersonia)، جنس نباتات مُزهرة من فصيلة السوسنية. وصفت من قبل روبرت براون لأول مرة في عام 1807. مواطنها الأصلية أستراليا، غينيا الجديدة، كاليدونيا الجديدة، المنطقة الجزرية في جنوب شرق آسيا. الاسم العلمي للجنس مُهدى لأول نائب حكم ولاية نيو ساوث ويلز في أستراليا، ويليام باترسون.